# Altiura
Altiura é um gênero de traça pertencente à família Agonoxenidae.